# 칼레다 지아
베굼 칼레다 지아(벵골어: বেগম খালেদা জিয়া 베굼 칼레다 지아, '베굼'의 뜻은 여사, 1945년 8월 15일~)는 방글라데시의 총리를 지낸 정치인이다.

## 생애
군인이자 후에 쿠데타로 방글라데시의 대통령이 된(1975년 - 1981년) 지아우르 라흐만과 결혼하였다.
전업주부로서 남편을 내조하던 중 1981년 군부 내부의 분열로 신군부의 쿠테타로 인해 남편 지아우르 라흐만이 암살당하였는데, 이때부터 그는 정치 일선에 나서기 시작하였다. 1980년대에 방글라데시를 통치하던 신군부 중심의 군사정권 퇴진을 주장했다.
그 뒤 1991년 신군부 중심의 군사 정권이 무너지면서 방글라데시 민족주의당의 당수로서 총리에 취임하였다. 이때 방글라데시의 정치 제도가 의원내각제로 바뀌면서 그는 방글라데시의 첫 여성 총리이자 실권자가 되었다.
1996년에 방글라데시 초대 대통령인 셰이크 무지부르 라흐만의 딸 셰이크 하시나가 이끄는 아와미 연맹에 권좌를 내주었으나, 5년 뒤인 2001년 총선에서 군소정당과 연합하여 승리를 거두고 다시 총리를 지냈다.
2001년 10월 총선에서 BNP가 승리하면서 다시 총리에 재취임하였지만, 그 후 군정이 실시되면서, 2007년 1월에 예정되어 있던 총선이 국가비상사태 선언으로 중단되었고, 같은 해 9월 3일에는 뇌물 수수와 입찰 방해 등의 혐의로 차남과 함께 체포되었다.